# ロレンソ・バルセラータ
ロレンソ・バルセラータ（スペイン語: Lorenzo Barcelata, 1898年7月24日 - 1943年7月13日）は、メキシコ、ベラクルス生まれの作曲家、俳優。

## 人物
音楽を好んだ家庭に生まれた。14歳の時に"アロジート（Arroyito）"という題の曲を作曲した。のちにタンピコへ転居し、そこで作曲家のエルネスト・コルタサルとともに"クアルテート・タマウリペコ（Cuarteto Tamaulipeco）"というカルテットを結成した。
彼らの名声は国中に広まり、メキシコ政府がキューバに演奏旅行に送り出すと、国際的な名声を得た。その際に彼らは52週間のアメリカ合衆国での演奏旅行の契約を結んだ。メンバーの二人が自動車事故で重体になると、バルセラータはメキシコに帰国した。彼の名声は高まっていたので、彼はカルテットを再結成した。
1932年に入ると、メキシコの映画産業にも進出し、亡くなるまでメキシコでの著名な映画音楽家であった。いくつかの映画には俳優として出演している。
彼のもっとも有名な作品は「マリア・エレーナ("María Elena")」で、これはメキシコのエミリオ・ポルテス・ヒル大統領の妻のために作曲された。「マリア・エレーナ」は同名の映画にもなっている。そのヴァージョンはまたアメリカ合衆国の映画ボーダータウンのサウンドトラックにも含まれている。それはのちに、英語に訳され、ローレンス・ウェルク オーケストラによって演奏された。もう一つの英語版はジミー・ドーシーによってレコードになった。ドーシー版は1941年のチャート1位となった。
ウェイン・キングはまた英語版のレコードを出しており、これは6月14日の週にドーシー版の次の2位につけた。トニー・パスターによるヴォーカル版はその月のトップ10につけた。以来「マリア・エレーナ」は複数の異なる音楽家によって国際的にレコード化されてきた。1958年、ブラジルのLos Indios Tabajarasがレコード化し、ラテンアメリカ一円で人気を博し、のちに1962年のアメリカ合衆国のチャートでは6位につけた。
「マリア・エレーナ」の人気はバルセラータにアメリカへの演奏旅行の機会を再びもたらした。メキシコに帰国するとラジオ番組の制作の調整がなされたが、コレラに罹患し、録音開始前の1943年7月13日に死去した。 
生涯で214の楽曲を残しており、それにはPor ti aprendí a quererとEl Cascabelがある。
"El Cascabel"のレコードは ボイジャーのゴールデンレコードの中におさめられた「地球の音」の一つになった。このバージョンはマリアッチのための編曲がAntonio Maciel y Las Aguilillasとマリアッチ「エル・マリアッチ・メヒコ・デ・ペペ・ヴィッラ(El Mariachi México de Pepe Villa)」によって演奏されたものである。
"El Cascabel"は、日本の人気テレビドラマ『踊る大捜査線』のメインテーマ「RHYTHM AND POLICE」の原曲となった。